# Guillermo Flores Avendaño
Pour les articles homonymes, voir Avendaño.
Guillermo Flores Avendaño, né le 17 juin 1894 à San Andrés Itzapa (Guatemala) et mort le 1er juillet 1982 à Guatemala (Guatemala), est un militaire et homme d'État guatémaltèque, président du Guatemala de 1957 à 1958. 